# Groove-A-Thon
Groove-A-Thon è il nono album del musicista soul statunitense Isaac Hayes, pubblicato nel 1976 da HBS e ABC Records.
| Recensione | Giudizio |
| ---------- | -------- |
| AllMusic   | [ 1 ]    |

## Tracce
1. Groove-A-Thon – 9:47
2. Your Loving Is Much Too Strong – 5:39
3. Rock Me Easy Baby – 8:14
4. We've Got a Whole Lot of Love – 5:38
5. Wish You Were Here (You Ought to Be Here) – 5:52
6. Make a Little Love to Me – 6:19

## Classifiche settimanali
| Classifica (1976) | Posizione massima |
| ----------------- | ----------------- |
| Stati Uniti       | 45                |
| US R&B Albums     | 11                |